# Coppa Europa di sci alpino 2012
La Coppa Europa di sci alpino 2012 è stata la 41ª edizione della manifestazione organizzata dalla Federazione Internazionale Sci. È iniziata per gli uomini il 5 dicembre 2011 a Trysil in Norvegia con un slalom gigante, mentre il 6 dicembre si è inaugurata a Zinal, in Svizzera, con uno slalom speciale la stagione femminile. La competizione si è conclusa il 18 marzo 2012 a Courmayeur, in Italia.
In campo maschile sono state disputate 35 delle 39 gare in programma (6 discese libere, 6 supergiganti, 9 slalom giganti, 11 slalom speciali, 2 supercombinate, 1 slalom parallelo), in 18 diverse località. L'austriaco Florian Scheiber si è aggiudicato sia la classifica generale, sia quella di supergigante; il suo connazionale Johannes Kröll ha vinto quella di discesa libera, il russo Sergej Majtakov quella di slalom gigante, il francese Victor Muffat Jeandet quella di slalom speciale e l'austriaco Vincent Kriechmayr quella di combinata. Il francese Alexis Pinturault era il detentore uscente del trofeo generale.
In campo femminile sono state disputate 32 delle 35 gare in programma (5 discese libere, 6 supergiganti, 10 slalom giganti, 9 slalom speciali, 2 supercombinate) in 14 diverse località. L'italiana Lisa Magdalena Agerer si è aggiudicata sia la classifica generale, sia quelle di discesa libera e di slalom gigante; le sue connazionali Enrica Cipriani e Sofia Goggia hanno vinto rispettivamente quelle di supergigante e di combinata, la slovacca Veronika Zuzulová quella di slalom speciale. L'austriaca Jessica Depauli era la detentrice uscente del trofeo generale.

## Uomini

### Risultati
| Data             | Località                    | Nazione  | Spec. | Primo                 | Secondo                       | Terzo                      |
| ---------------- | --------------------------- | -------- | ----- | --------------------- | ----------------------------- | -------------------------- |
| 5 dicembre 2011  | Trysil                      | Norvegia | GS    | Marcel Mathis         | Emil Bjørtomt Kristiansen     | Stefan Luitz               |
| 6 dicembre 2011  | Trysil                      | Norvegia | GS    | Stefan Luitz          | Roberto Nani                  | Adam Peraudo               |
| 7 dicembre 2011  | Trysil                      | Norvegia | SL    | Lars Elton Myhre      | Truls Johansen                | Matic Skube                |
| 8 dicembre 2011  | Trysil                      | Norvegia | SL    | Lars Elton Myhre      | Roberto Nani                  | Truls Johansen             |
| 14 dicembre 2011 | Obereggen                   | Italia   | SL    | Patrick Thaler        | Will Gregorak                 | Cristian Deville           |
| 15 dicembre 2011 | Pozza di Fassa              | Italia   | SL    | Axel Bäck             | Stefan Luitz                  | Will Brandenburg           |
| 19 dicembre 2011 | Madonna di Campiglio        | Italia   | DH    | annullata             | annullata                     | annullata                  |
| 20 dicembre 2011 | Madonna di Campiglio        | Italia   | DH    | annullata             | annullata                     | annullata                  |
| 21 dicembre 2011 | San Vigilio/Plan de Corones | Italia   | PR    | Johan Pietilä Holmner | Miha Kuerner                  | Martin Bischof             |
| 22 dicembre 2011 | Madonna di Campiglio        | Italia   | SL    | Victor Muffat Jeandet | Thomas Mermillod Blondin      | Kryštof Krýzl              |
| 11 gennaio 2012  | Val-d'Isère                 | Francia  | DH    | Johannes Kröll        | Markus Dürager                | Mattia Casse               |
| 12 gennaio 2012  | Val-d'Isère                 | Francia  | DH    | Johannes Kröll        | Patrick Schweiger             | Mattia Casse               |
| 14 gennaio 2012  | Méribel                     | Francia  | SG    | Florian Scheiber      | Andy Plank                    | Mattia Casse               |
| 15 gennaio 2012  | Méribel                     | Francia  | GS    | Janez Jazbec          | Cyprien Richard               | Thomas Tumler              |
| 16 gennaio 2012  | Méribel                     | Francia  | SL    | Truls Johansen        | Kryštof Krýzl                 | Wolfgang Hörl              |
| 18 gennaio 2012  | Lenzerheide                 | Svizzera | GS    | Sergej Majtakov       | Marcel Mathis                 | Stefan Luitz               |
| 19 gennaio 2012  | Lenzerheide                 | Svizzera | SL    | Roberto Nani          | Sergej Majtakov               | Kryštof Krýzl              |
| 23 gennaio 2012  | Zell am See                 | Austria  | GS    | Tommy Ford            | Nicolas Thoule                | Cyprien Richard Adam Žampa |
| 24 gennaio 2012  | Zell am See                 | Austria  | SL    | Stefan Luitz          | Nicolas Thoule                | Riccardo Tonetti           |
| 26 gennaio 2012  | Altenmarkt-Zauchensee       | Austria  | DH    | Josef Ferstl          | Florian Scheiber              | Alexandre Bouillot         |
| 27 gennaio 2012  | Altenmarkt-Zauchensee       | Austria  | DH    | Johannes Kröll        | Brice Roger                   | Josef Ferstl               |
| 1º febbraio 2012 | Santa Caterina Valfurva     | Italia   | SG    | Florian Scheiber      | Mattia Casse                  | Josef Ferstl               |
| 2 febbraio 2012  | Santa Caterina Valfurva     | Italia   | SG    | Gauthier de Tessières | Florian Scheiber              | Otmar Striedinger          |
| 8 febbraio 2012  | Sarentino                   | Italia   | DH    | Florian Scheiber      | Frederic Berthold Ralph Weber |                            |
| 9 febbraio 2012  | Sarentino                   | Italia   | SC    | Frederic Berthold     | Manuel Wieser                 | Hagen Patscheider          |
| 10 febbraio 2012 | Sarentino                   | Italia   | SG    | Silvano Varettoni     | Thomas Dreßen                 | Frederic Berthold          |
| 12 febbraio 2012 | Pamporovo                   | Bulgaria | SL    | Henrik Kristoffersen  | Naoki Yuasa                   | François Place             |
| 13 febbraio 2012 | Pamporovo                   | Bulgaria | SL    | Henrik Kristoffersen  | Reinfried Herbst              | Santeri Paloniemi          |
| 17 febbraio 2012 | Oberjoch                    | Germania | GS    | Mathieu Faivre        | Marcel Mathis                 | Luca De Aliprandini        |
| 17 febbraio 2012 | Oberjoch                    | Germania | SL    | annullata             | annullata                     | annullata                  |
| 20 febbraio 2012 | Monte Pora                  | Italia   | SL    | annullata             | annullata                     | annullata                  |
| 22 febbraio 2012 | Sella Nevea                 | Italia   | SG    | Gauthier de Tessières | Mattia Casse                  | Bernhard Graf              |
| 23 febbraio 2012 | Sella Nevea                 | Italia   | SC    | Vincent Kriechmayr    | Adam Peraudo                  | François Place             |
| 24 febbraio 2012 | Sella Nevea                 | Italia   | GS    | Marcel Mathis         | Janez Jazbec                  | Markus Nilsen              |
| 12 marzo 2012    | Kranjska Gora               | Slovenia | GS    | Sergej Majtakov       | Luca De Aliprandini           | Thomas Tumler              |
| 15 marzo 2012    | La Thuile                   | Italia   | DH    | Mattia Casse          | Christian Spescha             | Florian Scheiber           |
| 16 marzo 2012    | La Thuile                   | Italia   | SG    | Florian Scheiber      | Thomas Tumler                 | Silvano Varettoni          |
| 17 marzo 2012    | La Thuile                   | Italia   | GS    | Sergej Majtakov       | Thomas Tumler                 | Luca De Aliprandini        |
| 18 marzo 2012    | Courmayeur                  | Italia   | SL    | Nicolas Thoule        | Victor Muffat Jeandet         | Stefan Luitz               |

Legenda:

DH = discesa libera

SG = supergigante

GS = slalom gigante

SL = slalom speciale

SC = supercombinata

PR = slalom parallelo

### Classifiche

#### Generale
| Pos. | Nome                  | Nazione  | Punti |
| ---- | --------------------- | -------- | ----- |
| 1    | Florian Scheiber      | Austria  | 871   |
| 2    | Stefan Luitz          | Germania | 759   |
| 3    | Sergej Majtakov       | Russia   | 703   |
| 4    | Victor Muffat Jeandet | Francia  | 666   |
| 5    | Nicolas Thoule        | Francia  | 608   |
| 6    | Roberto Nani          | Italia   | 548   |
| 7    | Luca De Aliprandini   | Italia   | 509   |
| 8    | Mattia Casse          | Italia   | 498   |
| 9    | Johannes Kröll        | Austria  | 483   |
| 10   | Frederic Berthold     | Austria  | 480   |

#### Discesa libera
| Pos. | Nome              | Nazione  | Punti |
| ---- | ----------------- | -------- | ----- |
| 1    | Johannes Kröll    | Austria  | 415   |
| 2    | Florian Scheiber  | Austria  | 328   |
| 3    | Josef Ferstl      | Germania | 295   |
| 4    | Patrick Schweiger | Austria  | 258   |
| 5    | Frederic Berthold | Austria  | 235   |

#### Supergigante
| Pos. | Nome                  | Nazione | Punti |
| ---- | --------------------- | ------- | ----- |
| 1    | Florian Scheiber      | Austria | 450   |
| 2    | Mattia Casse          | Italia  | 256   |
| 3    | Gauthier de Tessières | Francia | 245   |
| 4    | Otmar Striedinger     | Austria | 187   |
| 5    | Silvano Varettoni     | Italia  | 173   |

#### Slalom gigante
| Pos. | Nome                | Nazione  | Punti |
| ---- | ------------------- | -------- | ----- |
| 1    | Sergej Majtakov     | Russia   | 474   |
| 2    | Marcel Mathis       | Austria  | 447   |
| 3    | Luca De Aliprandini | Italia   | 379   |
| 4    | Mathieu Faivre      | Francia  | 363   |
| 5    | Stefan Luitz        | Germania | 361   |

#### Slalom speciale
| Pos. | Nome                  | Nazione  | Punti |
| ---- | --------------------- | -------- | ----- |
| 1    | Victor Muffat Jeandet | Francia  | 431   |
| 2    | Stefan Luitz          | Germania | 398   |
| 3    | Nicolas Thoule        | Francia  | 389   |
| 4    | Roberto Nani          | Italia   | 357   |
| 5    | Truls Johansen        | Norvegia | 317   |

#### Combinata
| Pos. | Nome               | Nazione  | Punti |
| ---- | ------------------ | -------- | ----- |
| 1    | Vincent Kriechmayr | Austria  | 140   |
| 2    | Frederic Berthold  | Austria  | 132   |
| 3    | Christian Spescha  | Svizzera | 90    |
| 3    | Manuel Wieser      | Austria  | 90    |
| 5    | Adam Peraudo       | Italia   | 80    |

## Donne

### Risultati
| Data             | Località              | Nazione    | Spec. | Prima                   | Seconda                   | Terza                   |
| ---------------- | --------------------- | ---------- | ----- | ----------------------- | ------------------------- | ----------------------- |
| 2 dicembre 2011  | Lillehammer Kvitfjell | Norvegia   | GS    | annullata               | annullata                 | annullata               |
| 6 dicembre 2011  | Zinal                 | Svizzera   | SL    | Veronika Zuzulová       | Anna Swenn Larsson        | Sandrine Aubert         |
| 7 dicembre 2011  | Zinal                 | Svizzera   | SL    | Irene Curtoni           | Ramona Siebenhofer        | Emelie Wikström         |
| 14 dicembre 2011 | Zinal                 | Svizzera   | GS    | Bernadette Schild       | Kajsa Kling               | Simona Hösl             |
| 15 dicembre 2011 | Zinal                 | Svizzera   | GS    | Lotte Smiseth Sejersted | Barbara Wirth             | Frida Hansdotter        |
| 18 dicembre 2011 | Valtournenche         | Italia     | GS    | Ana Drev                | Simona Hösl Carolina Ruiz |                         |
| 19 dicembre 2011 | Valtournenche         | Italia     | GS    | Corinne Suter           | Ana Drev                  | Lotte Smiseth Sejersted |
| 21 dicembre 2011 | Schruns               | Austria    | SL    | annullata               | annullata                 | annullata               |
| 11 gennaio 2012  | Bad Kleinkirchheim    | Austria    | DH    | Mirena Küng             | Jennifer Piot             | Cornelia Hütter         |
| 12 gennaio 2012  | Bad Kleinkirchheim    | Austria    | SG    | Jennifer Piot           | Anna Hofer                | Adeline Baud            |
| 13 gennaio 2012  | Bad Kleinkirchheim    | Austria    | SG    | Denise Feierabend       | Larisa Yurkiw             | Camilla Borsotti        |
| 21 gennaio 2012  | Sankt Moritz          | Svizzera   | DH    | annullata               | annullata                 | annullata               |
| 22 gennaio 2012  | Sankt Moritz          | Svizzera   | DH    | Carolina Ruiz           | Marion Pellissier         | Alice McKennis          |
| 26 gennaio 2012  | Melchsee-Frutt        | Svizzera   | SL    | Veronika Zuzulová       | Emelie Wikström           | Therese Borssén         |
| 27 gennaio 2012  | Melchsee-Frutt        | Svizzera   | SL    | Therese Borssén         | Veronika Zuzulová         | Anna Swenn Larsson      |
| 30 gennaio 2012  | Courchevel            | Francia    | GS    | Ana Drev                | Simona Hösl               | Eva-Maria Brem          |
| 2 febbraio 2012  | San Candido           | Italia     | SL    | Veronika Zuzulová       | Marie-Michèle Gagnon      | Therese Borssén         |
| 3 febbraio 2012  | San Candido           | Italia     | SL    | Emelie Wikström         | Therese Borssén           | Carmen Thalmann         |
| 7 febbraio 2012  | Jasná                 | Slovacchia | SG    | Romane Miradoli         | Ilka Štuhec               | Jasmine Flury           |
| 8 febbraio 2012  | Jasná                 | Slovacchia | SC    | Maruša Ferk             | Ilka Štuhec               | Ramona Siebenhofer      |
| 8 febbraio 2012  | Jasná                 | Slovacchia | SG    | Enrica Cipriani         | Romane Miradoli           | Sofia Goggia            |
| 10 febbraio 2012 | Bad Wiessee           | Germania   | SL    | Nina Løseth             | Maruša Ferk               | Barbora Lukáčová        |
| 11 febbraio 2012 | Bad Wiessee           | Germania   | SL    | Maruša Ferk             | Barbora Lukáčová          | Rebecca Bühler          |
| 14 febbraio 2012 | Sella Nevea           | Italia     | SC    | Sofia Goggia            | Ricarda Haaser            | Janina Schenk           |
| 14 febbraio 2012 | Sella Nevea           | Italia     | SG    | Lisa Magdalena Agerer   | Sofia Goggia              | Enrica Cipriani         |
| 17 febbraio 2012 | Sella Nevea           | Italia     | DH    | Lisa Magdalena Agerer   | Enrica Cipriani           | Joana Hählen            |
| 18 febbraio 2012 | Sella Nevea           | Italia     | DH    | Lisa Magdalena Agerer   | Jasmine Flury             | Enrica Cipriani         |
| 24 febbraio 2012 | Andalo/Paganella      | Italia     | GS    | Lisa Magdalena Agerer   | Bernadette Schild         | Adeline Baud            |
| 25 febbraio 2012 | Andalo/Paganella      | Italia     | GS    | Lisa Magdalena Agerer   | Bernadette Schild         | Eva-Maria Brem          |
| 27 febbraio 2012 | Abetone               | Italia     | GS    | Lisa Magdalena Agerer   | Simona Hösl               | Enrica Cipriani         |
| 28 febbraio 2012 | Abetone               | Italia     | GS    | Lisa Magdalena Agerer   | Nadia Fanchini            | Simona Hösl             |
| 15 marzo 2012    | Pila                  | Italia     | DH    | Lisa Magdalena Agerer   | Camilla Borsotti          | Ilka Štuhec             |
| 16 marzo 2012    | Pila                  | Italia     | SG    | Elena Fanchini          | Lisa Magdalena Agerer     | Camilla Borsotti        |
| 17 marzo 2012    | Pila                  | Italia     | GS    | Veronique Hronek        | Barbara Wirth             | Marion Bertrand         |
| 18 marzo 2012    | Courmayeur            | Italia     | SL    | Michela Azzola          | Nathalie Eklund           | Fanny Chmelar           |

Legenda:

DH = discesa libera

SG = supergigante

GS = slalom gigante

SL = slalom speciale

SC = supercombinata

### Classifiche

#### Generale
| Pos. | Nome                  | Nazione    | Punti |
| ---- | --------------------- | ---------- | ----- |
| 1    | Lisa Magdalena Agerer | Italia     | 1029  |
| 2    | Enrica Cipriani       | Italia     | 661   |
| 3    | Sofia Goggia          | Italia     | 515   |
| 4    | Simona Hösl           | Germania   | 486   |
| 5    | Jennifer Piot         | Francia    | 476   |
| 6    | Ana Drev              | Slovenia   | 452   |
| 7    | Veronika Zuzulová     | Slovacchia | 409   |
| 8    | Maruša Ferk           | Slovenia   | 399   |
| 9    | Jasmine Flury         | Svizzera   | 390   |
| 10   | Therese Borssén       | Svezia     | 376   |

#### Discesa libera
| Pos. | Nome                  | Nazione  | Punti |
| ---- | --------------------- | -------- | ----- |
| 1    | Lisa Magdalena Agerer | Italia   | 300   |
| 2    | Enrica Cipriani       | Italia   | 245   |
| 3    | Mirena Küng           | Svizzera | 203   |
| 4    | Jennifer Piot         | Francia  | 191   |
| 5    | Mirjam Puchner        | Austria  | 138   |

#### Supergigante
| Pos. | Nome            | Nazione  | Punti |
| ---- | --------------- | -------- | ----- |
| 1    | Enrica Cipriani | Italia   | 240   |
| 2    | Romane Miradoli | Francia  | 236   |
| 3    | Sofia Goggia    | Italia   | 235   |
| 4    | Jasmine Flury   | Svizzera | 219   |
| 5    | Jennifer Piot   | Francia  | 193   |

#### Slalom gigante
| Pos. | Nome                  | Nazione  | Punti |
| ---- | --------------------- | -------- | ----- |
| 1    | Lisa Magdalena Agerer | Italia   | 549   |
| 2    | Simona Hösl           | Germania | 464   |
| 3    | Ana Drev              | Slovenia | 444   |
| 4    | Bernadette Schild     | Austria  | 311   |
| 5    | Barbara Wirth         | Germania | 272   |

#### Slalom speciale
| Pos. | Nome               | Nazione    | Punti |
| ---- | ------------------ | ---------- | ----- |
| 1    | Veronika Zuzulová  | Slovacchia | 380   |
| 2    | Therese Borssén    | Svezia     | 376   |
| 3    | Emelie Wikström    | Svezia     | 308   |
| 4    | Anna Swenn Larsson | Svezia     | 302   |
| 5    | Irene Curtoni      | Italia     | 255   |

#### Combinata
| Pos. | Nome               | Nazione  | Punti |
| ---- | ------------------ | -------- | ----- |
| 1    | Sofia Goggia       | Italia   | 140   |
| 2    | Ricarda Haaser     | Austria  | 125   |
| 3    | Ramona Siebenhofer | Austria  | 110   |
| 4    | Maruša Ferk        | Slovenia | 100   |
| 5    | Lisa-Maria Zeller  | Austria  | 95    |